# Campanha presidencial de Henrique Meirelles em 2018
A campanha presidencial de Henrique Meirelles em 2018  foi oficializada em 2 de agosto de 2018, em São Paulo, tendo como vice na chapa, o ex-governador do Rio Grande do Sul Germano Rigotto, oficializado em 5 de agosto de 2018. A chapa formada era puro-sangue e concorreu pelo MDB.

## Candidatos
| Coligação Essa é a Solução                                                                    |                                                                                      |
| Henrique Meirelles                                                                            | Germano Rigotto                                                                      |
| para presidente                                                                               | para vice-presidente                                                                 |
|                                                                                               |                                                                                      |
| Ministro da Fazenda (2016-2018)                                                               | 35.º Governador do Rio Grande do Sul 1º de janeiro de 2003 até 1º de janeiro de 2007 |

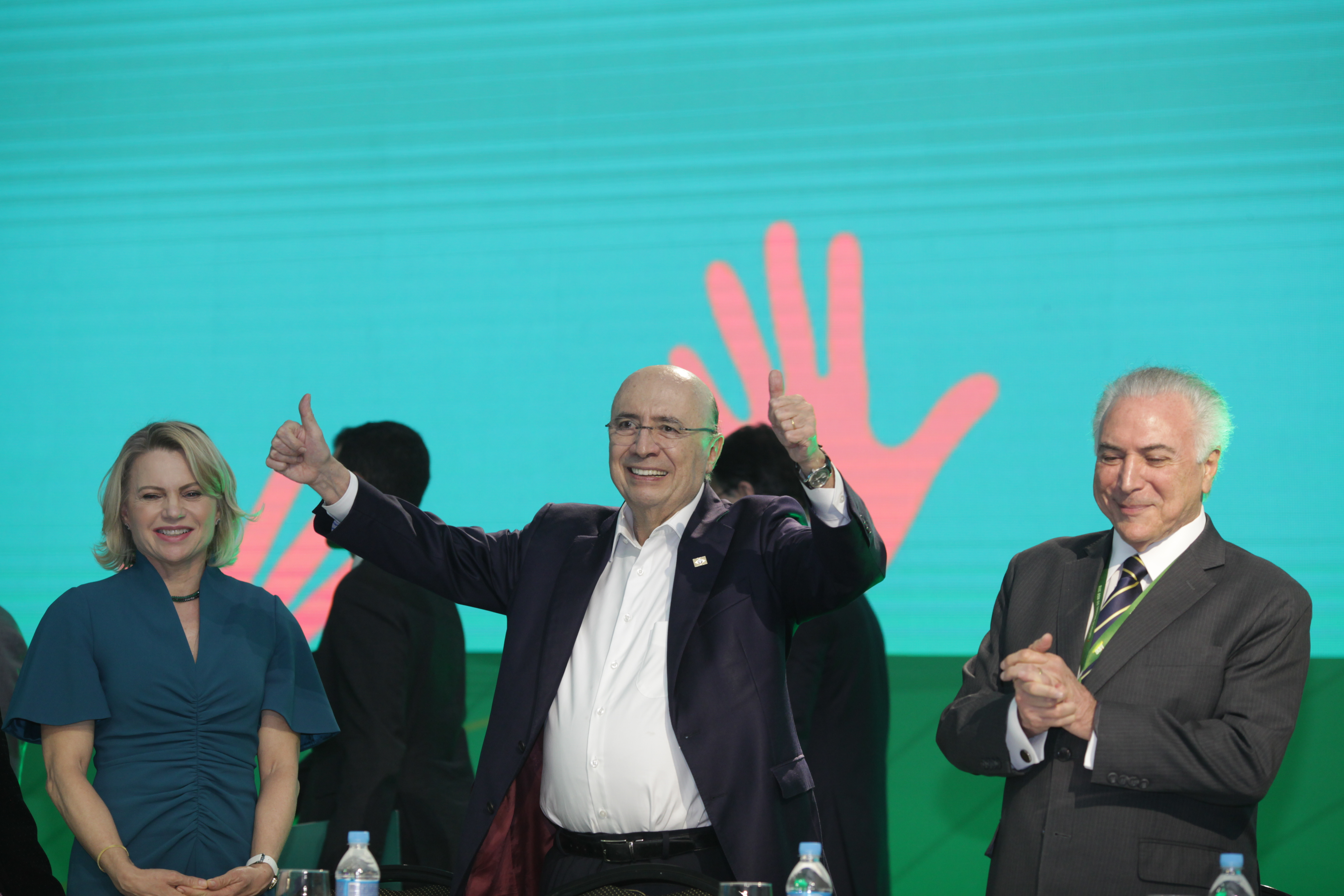
Henrique Meirelles ao lado do Presidente Michel Temer na Convenção Nacional do Movimento Democrático Brasileiro, em 2 de agosto.

| Partidos integrantes: - Movimento Democrático Brasileiro - Partido Humanista da Solidariedade |                                                                                      |

## Resultado da eleição

### Eleições presidenciais
| Ano de eleição | Candidato          | Primeiro turno      | Primeiro turno      | Segundo turno       | Segundo turno       |
| Ano de eleição | Candidato          | # do total de votos | % do total de votos | # do total de votos | % do total de votos |
| -------------- | ------------------ | ------------------- | ------------------- | ------------------- | ------------------- |
| 2018           | Henrique Meirelles | 1.288.948           | 1,20%               | Não concorreu       | Não concorreu       |